# Carnival of Sins Live
Carnival of Sins: Live es un álbum de 2-CD en vivo de Mötley Crüe lanzado en 2006, apareciendo la actuación en Grand Rapids, Míchigan de su Carnival of Sins Tour de 2005-2006. Carnival of Sins también está disponible en DVD con el álbum en su totalidad. Wal-Mart también dio a conocer los dos discos de forma individual como Carnival of Sins vol. 1 y vol. 2. Con excepción de un vocal y algunos overdubs de guitarra para arreglar algunas notas incorrectas / voces en el concierto, es sobre todo un álbum sobredenomindado en vivo con la habitual edición para que sea un álbum en vivo de dos CD.

## Lista de canciones
Disco 1
1. "Shout at the Devil"
2. "Too Fast for Love"
3. "Ten Seconds to Love"
4. "Red Hot"
5. "On With the Show"
6. "Too Young to Fall in Love"
7. "Looks That Kill"
8. "Louder Than Hell"
9. "Live Wire"
10. "Girls, Girls, Girls"
11. "Wild Side"

Disco 2
1. "Don't Go Away Mad (Just Go Away)"
2. "Primal Scream"
3. "Glitter"
4. "Without You"
5. "Home Sweet Home"
6. "Dr. Feelgood"
7. "Same Ol' Situation (S.O.S.)"
8. "Sick Love Song"
9. "If I Die Tomorrow"
10. "Kickstart My Heart"
11. "Helter Skelter"
12. "Anarchy in the U.K."